# Televisió de Catalunya
|  | «TVC» redirigeix aquí. Vegeu-ne altres significats a «TVC (desambiguació)». |

Televisió de Catalunya (TVC) és la divisió de la Corporació Catalana de Mitjans Audiovisuals encarregada de gestionar-ne els serveis de televisió. Fins a l'any 2013 era una empresa, moment en el qual es va fusionar amb Catalunya Ràdio. Gestiona cinc canals de televisió: TV3, El 33, 3/24, SX3 i Esport3. També ofereix el portal interactiu TV3i. Anteriorment, havia ofert els canals 3XL, K3, Canal Super3 i 300.

## Canals de televisió actuals i antics
Televisió de Catalunya té un total de set canals: el generalista TV3 i tota la resta que ofereixen continguts per a un públic especialitzat o que contenen la programació de TV3 adaptada, com TV3HD que emet en només programes en alta definició o TV3CAT, que emet fora del territori català i, per tant, no pot emetre esdeveniments esportius o pel·lícules dels quals no tingui els drets internacionals.
Els continguts alternatius, originàriament es concentraven, tots, al Canal 33. A poc a poc, amb l'arribada de noves tecnologies que permetien tenir més freqüències, els canals s'han anat desdoblant de manera que ara hi ha un canal cultural (El 33), un infantil (SX3), un de notícies (3/24) i, a partir del gener del 2011, un esportiu (Esport3).
No sempre el nombre de canals i el de freqüències ha coincidit. Actualment, en la TDT, el canal SX3 i el canal 33 comparteixen la freqüència d'emissió: el primer emet durant el dia i el segon durant la nit.
| Canal                     | Nom                       | Temàtica                                                                                               | Primera emissió         | Darrera emissió         | Notes |
| ------------------------- | ------------------------- | --- | ----------------------- | ----------------------- | --- |
| TV3                       | TV3                       | Generalista                                                                                            | 10 de setembre del 1983 | —                       | |
| El 33                     | El 33                     | Cultural, infantil i esportiva (1988-2001) Cultural i esportiva (2001-2011) Cultural (2011-actualitat) | 10 de setembre del 1988 | —                       | Fins a l'any 2001 es va anomenar Canal 33. Va seguir emetent el bloc esportiu mentre Esport3 emetia en proves. Emissió compartida amb l'SX3 a la TDT i 24 hores online. |
| 3/24                      | 3/24                      | Notícies                                                                                               | 11 de setembre del 2003 | —                       | |
| SX3                       | SX3                       | Infantil                                                                                               | 10 d'octubre de 2022    | —                       | Substitueix el canal Super3. Emissió online 24 hores i compartida amb El 33 a la TDT. |
| Esport3                   | Esport3                   | Esportiva                                                                                              | 5 de febrer del 2011    | —                       | Va emetre en proves des del 22 d'octubre de 2010 fins al 5 de febrer de 2011. |
| Bon Dia TV                | Bon Dia TV                | Emissió generalista amb continguts de TV3, IB3 Televisió i À Punt Mèdia                                | 27 de novembre del 2018 | —                       | Emissió online de programes de TV3, IB3 Televisió i, des del 2021, d'À Punt Mèdia. |
| TV3CAT                    | TV3CAT                    | Emissió de TVC fora de Catalunya                                                                       | 13 d'octubre del 1997   | —                       | Fins al 27 de maig de 2009 s'anomenà Televisió de Catalunya Internacional (TVCi). Va tancar l'emissió per satèl·lit l'1 de maig de 2012 per la reducció del pressupost als mitjans públics durant la legislatura 2010-2014. Continua emetent a les Illes Balears (amb una versió diferent a la internacional, ja que emet algunes pel·lícules restringides a la versió internacional), al web i a les aplicacions de la CCMA. |
| TV3 Càmeres               | Càmeres de TV3            | Emissió de les càmeres de TV3 amb àudio de Catalunya Música.                                           | 3 de març del 2011      | —                       | Canal online. |
|                           | TV Salut                  | Emissió del 3/24 amb missatges i continguts de cada hospital.                                          | 16 d'agost del 2008     | —                       | Canal realitzat amb la col·laboració de TVC i el Consorci Hospitalari de Catalunya per a l'emissió del 3/24 amb missatges i continguts propis de cada hospital a les sales d'espera dels hospitals. |
| Plats bruts               | Plats bruts               | Canal temàtic dedicat a la sèrie Plats bruts.                                                          | 18 d'octubre del 2024   | —                       | Emissió online. |
| Joc de cartes             | Joc de cartes             | Canal temàtic dedicat al programa Joc de cartes.                                                       | 18 d'octubre del 2024   | —                       | Emissió online. |
|                           | El búnquer                | Canal temàtic dedicat al programa satíric El búnquer, de Catalunya Ràdio.                              | 7 de juliol de 2025     | —                       | Emissió online. |
| TVC Satèl·lit             | TVC Satèl·lit             | Emissió internacional de TVC per a Europa.                                                             | 10 de setembre del 1995 | 11 de setembre del 1998 | Canal internacional de TVC que emetia en obert al satèl·lit Hispasat 1C des de l'11 de febrer de 1996, substituït per TVC Internacional quan va començar a emetre a Amèrica. |
| TVC Internacional Amèrica | TVC Internacional Amèrica | Emissió de TVC per a Amèrica.                                                                          | 11 de setembre del 1998 | 1999                    | Canal complementari a TVCi que emetia a Amèrica amb emissió codificada a través del satèl·lit Hispasat 1C, amb emissió diferenciada del canal internacional europeu. Es va unificar amb la versió europea de TVCi l'any 1999. |
| TVC Sat                   | TVC Sat                   | Emissió de TVC per a Espanya.                                                                          | 15 de setembre del 1997 | 21 de juliol del 2003   | Canal complementari a TVCi creat per a la plataforma Vía Digital dins el paquet TVC Multimèdia, especialment pensat pels catalans que vivien a Espanya. Va ser substituït per TVCi i a la TDT pel Canal Pilot. |
|                           | Canal Olímpic             | Emissió dels Jocs Olímpics.                                                                            | 25 de juliol del 1992   | 9 d'agost del 1992      | Emissió dels Jocs Olímpics d'Estiu de 1992 de Barcelona amb la col·laboració de TV3 i TVE Catalunya. Va emetre en freqüència compartida amb el Canal 33. |
|                           | Club Súper 3              | Dibuixos animats                                                                                       | 15 de setembre del 1997 | 1 de setembre del 2005  | Canal de dibuixos animats creat inicialment per a la plataforma Vía Digital dins TVC Multimèdia i coproduït per Teuve. Va incorporar una pista d'àudio en català al 2003. A Digital+, va ser substituït per Súper Ñ al 2004, però va continuar emetent a la plataforma Auna fins al 2005. |
|                           | Galeusca TV               | Emissió de programes de TVC, TVG i ETB per a Amèrica.                                                  | 31 de desembre del 1996 | 30 de setembre del 1998 | Emissió internacional per a Amèrica de TV3, TVG i ETB en castellà, català, gallec i euskera. |
| Teletiempo                | Teletiempo                | Multidifusió de butlletins meteorològics en castellà per a Espanya.                                    | 15 de setembre del 1997 | 31 de març del 1999     | Canal meteorològic multidifusió en castellà creat per a la plataforma Vía Digital dins el paquet TVC Multimèdia, i coproduït per Mediapark. |
| Canal Méteo de TVC        | Méteo                     | Multidifusió de butlletins d'informació meteorològica en castellà.                                     | 15 de setembre del 1997 | 31 de desembre del 2009 | Canal multidifusió de butlletins meteorològics en castellà creat per a la plataforma Vía Digital dins el paquet TVC Multimèdia, i coproduït per Activa Multimèdia. Va ser substituït per InfoMeteo. |
|                           | Telenoticias              | Notícies de la FORTA.                                                                                  | 15 de setembre del 1997 | 31 de juliol del 1998   | Canal de notícies dels canals de la FORTA, constituïda, en aquell moment, per ETB, TV3, TVG, Telemadrid, Canal Sur i Canal 9. Emetia a Vía Digital. |
| TV3                       | TV3 Balears               | Emissió de TV3 per a les Illes Balers.                                                                 | 27 d'agost del 2005     | 1 de juny de 2009       | Emetia TV3 en analògic amb programes del Canal 33 quan hi havia algun programa amb emissió restringida (partits de futbol o pel·lícules ja emeses a IB3 Televisió). Va ser substituït per la versió balear de TV3CAT quan TVC va començar a emetre a la TDT de les Illes. |
| K3                        | K3                        | Infantil i juvenil                                                                                     | 23 d'abril del 2001     | 18 d'octubre del 2009   | Va ser substituït pel Canal Super3. |
|                           | Canal Pilot               | Multidifusió dels programes de TVC.                                                                    | 21 de juliol del 2003   | 21 de novembre del 2005 | Canal creat per a la TDT on es feia multidifusió de programes de TVC. Va ser substituït pel canal 300. |
| Canal 300                 | 300                       | Sèries i pel·lícules                                                                                   | 28 de novembre del 2005 | 19 de setembre del 2010 | Va ser substituït pel Canal 3XL. La seva programació va ser integrada al 33. |
| Canal Super3              | Canal Super3              | Infantil                                                                                               | 18 d'octubre de 2009    | 10 d'octubre del 2022   | Va ser substituït pel SX3. |
| 3XL                       | Canal 3XL                 | Juvenil                                                                                                | 19 de setembre del 2010 | 30 de setembre de 2012  | El seu horari va ser substituït pel del Canal 33. |
| TV3 Crims                 | TV3 Crims                 | Crims reals                                                                                            | 25 d'abril del 2022     | 2 de maig de 2022       | Canal efímer dedicat als crims reals amb emissió online. |
| SX3 Manga                 | SX3 Manga                 | Juvenil                                                                                                | 8 de desembre del 2022  | 11 de desembre de 2022  | Canal efímer dedicat al manga i l'anime amb emissió online. |
| TV3 HD                    | TV3 HD                    | Generalista en alta definició                                                                          | 23 d'abril del 2007     | 16 de gener de 2024     | Va cessar la seva emissió l'11 d'agost de 2008 i la va recuperar el 18 de juny de 2009. Va començar a emetre en 3D al 2010. |

## Història

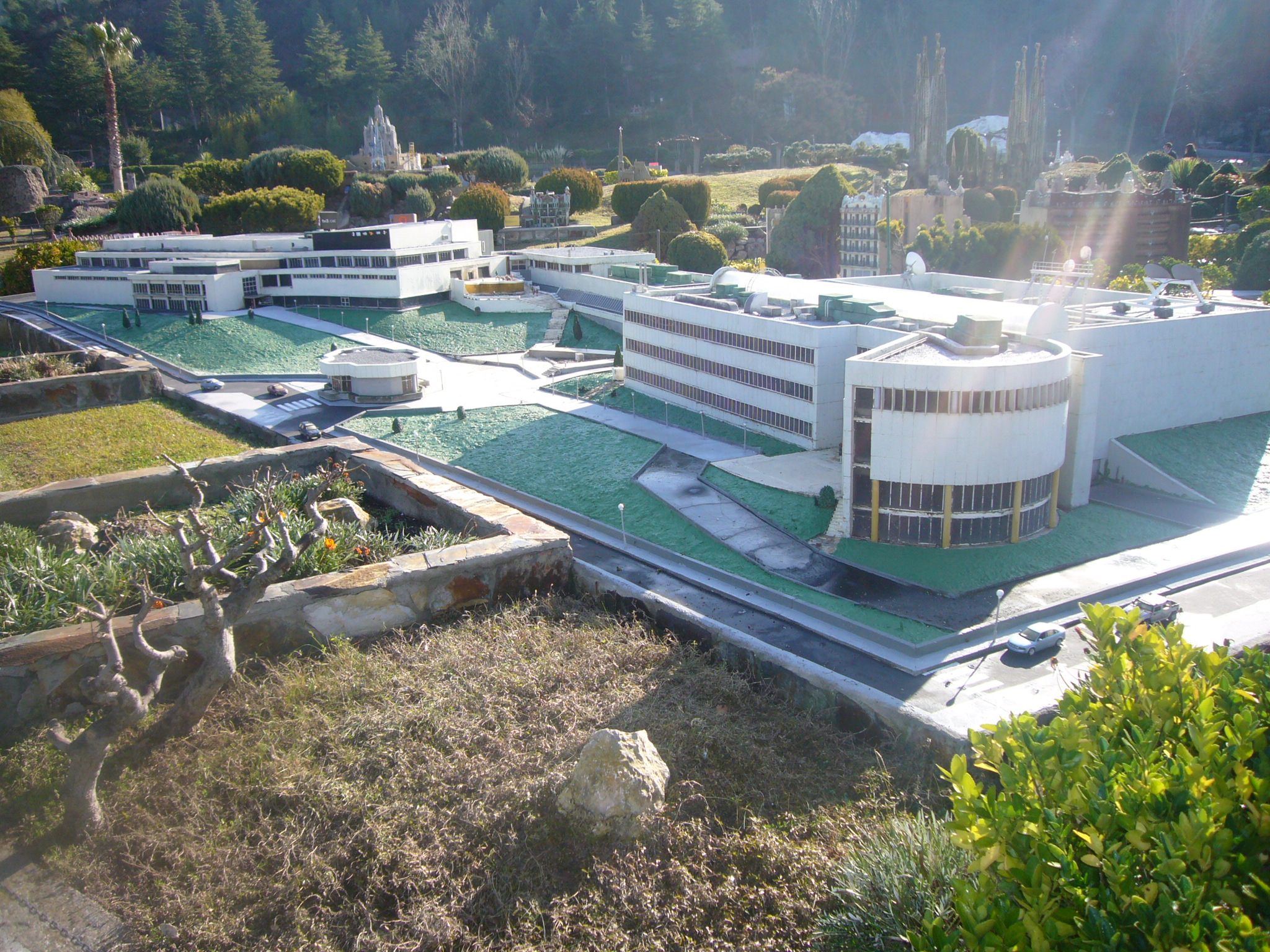
Maqueta a Catalunya en Miniatura de la seu de Televisió de Catalunya

Televisió de Catalunya fou creada per la Llei 10/1983 del Parlament de Catalunya i va ser una de les prioritats del govern de Jordi Pujol. Segons recull Jordi Pujol en les seves memòries, «en el nostre projecte de país, una ràdio i una televisió públiques havien d'ajudar a defensar la llengua i a construir la consciència de catalanitat. […] La ràdio i la televisió van ser, doncs, una prioritat i les vam tirar endavant a la primera legislatura i des del Departament de Presidència mateix». El 10 de setembre d'aquell any s'iniciaren les primeres emissions en proves de TV3, amb Joan Pera donant la benvinguda en l'inici del canal; i el gener de 1984 començaren les emissions regulars.
Tot i que es creà com una empresa de televisió per a Catalunya, reivindicacions populars han forçat a TVC a oferir les seves emissions també a la resta de territoris de parla catalana. En aquests llocs les emissions són possibles gràcies a repetidors instal·lats i gestionats per empreses privades de subscripció popular. D'aquesta manera, els anys 80 es possibilità que comunitats catalanoparlants sense mitjans de comunicació propis poguessin gaudir d'una televisió en català.
A partir d'aquest mitjà audiovisual s'ha aconseguit un gran avenç en la normalització de la llengua catalana en els mitjans de telecomunicació, tot i que sovint se l'acusa d'utilitzar un català light, fortament dialectalitzat de barceloní.
TV3 també va ser la cadena que va descobrir o va rellançar les carreres de periodistes i showmans televisius catalans com a Xavier Sardà, Andreu Buenafuente, Jordi González, Alfons Arús, Júlia Otero, Àngels Barceló, Josep Maria Bachs, Manel Fuentes, Jordi Estadella, Jordi LP, etc.
El 1988 Televisió de Catalunya va crear un segon canal que complementaria TV3: el Canal 33. Inicialment només oferia reposicions de programes de TV3 i ficció internacional, però més endavant va incorporar programació pròpia com el programa musical Sputnik o el programa sobre esports d'hivern Temps de neu.
No va ser fins al 2003 que Televisió de Catalunya va posar en marxa el seu tercer canal: el 3/24, que ofereix blocs de notícies de 30 minuts les 24 hores del dia. Dos anys després TVC va estrenar el Canal 300, que oferia continguts de ficció tant de producció pròpia com externa. Actualment aquest canal ha estat substituït pel Canal Club Super3 i el Canal 3XL.
L'any 2008 fou guardonada amb el Premi Antonio Asensio de Periodisme el mateix any que celebrava els vint-i-cinc anys, que van ser l'aniversari més gran celebrat a Catalunya i malgrat realitzar activitats al llarg de tot aquest any, les principals es van concentrar el dia 10 de setembre.
Més de 18 poblacions es van adherir a la iniciativa de La nit blanca de TV3. Durant la nit del 10 de setembre de 2008, Televisió de Catalunya va dur a terme un programa especial amb el nom 'Nit 25' dirigit per Xavi Abad i presentat per Albert Om. En aquest programa es va poder repassar el passat, present i futur del canal autonòmic així com veure les actuacions d'Amaral, AiAiAi i Miqui Puig entre d'altres. A més, també va comptar amb la presència de dos grups musicals que van crear dues cançons especialment per a l'ocasió: La Casa Azul amb Vull saber-ho tot de tu, cançó utilitzada com a sintonia del programa Els 25 i com a Cançó de l'Estiu de TV3 2008; i NoWayOut, amb la cançó La Teva, utilitzada com sintonia del programa 'Nit 25' i, conjuntament amb Vull saber-ho tot de tu, com a cançó oficial dels vint-i-cinc anys de la cadena.

### Audiències
| Any  | TV3   | El 33     |      |         |         | Total |
| ---- | ----- | --------- | ---- | ------- | ------- | ----- |
| 1989 | 29,9% | 1,4%      | -    | -       | -       | 31,3% |
| 1990 | 26,0% | 1,7%      | -    | -       | -       | 27,7% |
| 1991 | 22,0% | 4,0%      | -    | -       | -       | 26,0% |
| 1992 | 19,0% | 7,0%      | -    | -       | -       | 26,0% |
| 1993 | 19,2% | 5,6%      | -    | -       | -       | 24,8% |
| 1994 | 22,5% | 5,2%      | -    | -       | -       | 27,7% |
| 1995 | 21,4% | 4,3%      | -    | -       | -       | 25,7% |
| 1996 | 19,1% | 6,9%      | -    | -       | -       | 26,0% |
| 1997 | 22,0% | 7,1%      | -    | -       | -       | 29,1% |
| 1998 | 23,6% | 5,7%      | -    | -       | -       | 29,3% |
| 1999 | 22,1% | 5,2%      | -    | -       | -       | 27,3% |
| 2000 | 21,2% | 5,1%      | -    | -       | -       | 26,3% |
| 2001 | 21,8% | 6,1%      | -    | -       | -       | 27,9% |
| 2002 | 21,4% | 6,2%      | -    | -       | -       | 27,6% |
|      | TV3   | El 33     | 3/24 |         |         |       |
| 2003 | 21,1% | 6,8%      | sd   | -       | -       | 27,9% |
| 2004 | 19,9% | 6,2%      | sd   | -       | -       | 26,1% |
| 2005 | 19,6% | 5,3%      | sd   | -       | -       | 24,9% |
|      | TV3   | El 33     | 3/24 | 300     |         |       |
| 2006 | 18,2% | 4,4%      | sd   | sd      | -       | 22,6% |
| 2007 | 16,6% | 3,4%      | sd   | sd      | -       | 20,0% |
| 2008 | 14,6% | 2,9%      | sd   | sd      | -       | 17,5% |
| 2009 | 14,5% | 1,9%      | 0,7% | sd      | -       | 17,1% |
|      | TV3   | El 33     | 3/24 | CS3/3XL | Esport3 |       |
| 2010 | 14,8% | 1,6%      | 1,1% | 1,2%    | sd      | 18,7% |
| 2011 | 14,1% | 1,6%      | 1,1% | 1,6%    | 0,9%    | 19,3% |
|      | TV3   | CS3/El 33 | 3/24 |         | Esport3 |       |
| 2012 | 14,3% | 1,5%      | 1,3% | -       | sd      | 17,1% |
| 2013 | 13,5% | 1,7%      | 1,2% | -       | 1,4%    | 17,8% |
| 2014 | 12,6% | 1,6%      | 1,3% | -       | 1,2%    | 16,7% |
| 2015 | 12,5% | 1,5%      | 1,5% | -       | 1,1%    | 16,6% |
| 2016 | 11,4% | 1,2%      | 1,5% | -       | 1,0%    | 15,1% |
| 2017 | 11,7% | 1,2%      | 2,0% | -       | 0,7%    | 15,6% |
| 2018 | 14,0% | 0,9%      | 1,9% | -       | 0,5%    | 17,3% |
| 2019 | 14,6% | 0,8%      | 2,2% | -       | 0,5%    | 18,7% |
| 2020 | 14,6% | 0,6%      | 1,7% | -       | 0,3%    | 17,2% |
| 2021 | 14,0% | 0,5%      | 1,4% | -       | 0,5%    | 16,4% |
| 2022 | 14,1% | 0,4%      | 1,4% | -       | 0,7%    | 16,6% |
| 2023 | 13,9% | 0,6%      | 1,3% | -       | 1,0%    | 16,8% |
| 2024 | 13,7% | 0,7%      | 1,5% | -       | 1,3%    | 17,2% |

- TV3
- CS3/El 33
- 3/24
- 300/CS3/3XL
- E3

#### Audiències de TV3 al País Valencià
Tot seguit es detallen les audiències disponibles de TV3 al País Valencià, on emetia des del 1985, encara que no fou fins a l'any 1987 quan les emissions de TV3 aconseguiren cobrir gairebé tot el país, arribant fins a la major part de Múrcia i la ciutat d'Albacete. Les seues audiències començaren a mesurar-se anualment aquell 1987 a l'EGM i, mensualment a finals de l'any 2007. Sembla que la major part de l'audiència es va produir a la dècada de 1980, fins al naixement de Canal 9, quan es produïen pics del 24% d'audiència en l'emissió d'alguns programes.
Segons un sondeig de la Conselleria de Cultura, Educació i Ciència, l'any 1989, tot just abans de l'arribada de Canal 9, l'audiència de TV3 al País Valencià era de 2 milions de persones, de les quals, 400.000 sintonitzaven TV3 diàriament.
A partir d'aquell moment, l'audiència decaigué. Tot i això, segons el Llibre Blanc d'ús del Valencià de l'AVL, al 2006 el 10,33% de la població major de 15 anys declarava que veia habitualment TV3 i el 3,65% el Canal 33. Les emissions de TV3 començaren a ser prohibides al 2007, i foren cessades definitivament a tot el País Valencià el dia 17 de febrer del 2011.
| Any  | Gener | Febrer | Març | Abril | Maig | Juny | Juliol | Agost | Setembre | Octubre | Novembre | Desembre | Mitjana anual |
| ---- | ----- | ------ | ---- | ----- | ---- | ---- | ------ | ----- | -------- | ------- | -------- | -------- | ------------- |
| 1987 | -     | -      | -    | -     | -    | -    | -      | -     | -        | -       | -        | -        | 5,4%          |
| 1988 | -     | -      | -    | -     | -    | -    | -      | -     | -        | -       | -        | -        | 9,3%          |
| 1989 | -     | -      | -    | -     | -    | -    | -      | -     | -        | -       | -        | -        | 8,0%          |
| 1990 | -     | -      | -    | -     | -    | -    | -      | -     | -        | -       | -        | -        | 4,1%          |
| 1991 | -     | -      | -    | -     | -    | -    | -      | -     | -        | -       | -        | -        | 2,1%          |
| 1992 | -     | -      | -    | -     | -    | -    | -      | -     | -        | -       | -        | -        | 1,6%          |
| 1993 | -     | -      | -    | -     | -    | -    | -      | -     | -        | -       | -        | -        | 1,3%          |
| 1994 | -     | -      | -    | -     | -    | -    | -      | -     | -        | -       | -        | -        | 1,2%          |
| 1995 | -     | -      | -    | -     | -    | -    | -      | -     | -        | -       | -        | -        | 1,0%          |
| 1996 | -     | -      | -    | -     | -    | -    | -      | -     | -        | -       | -        | -        | 1,0%          |
| 1997 | -     | -      | -    | -     | -    | -    | -      | -     | -        | -       | -        | -        | 0.9%          |
| 1998 | -     | -      | -    | -     | -    | -    | -      | -     | -        | -       | -        | -        | 1,0%          |
| 1999 | -     | -      | -    | -     | -    | -    | -      | -     | -        | -       | -        | -        | 1,0%          |
| 2007 | -     | -      | -    | -     | -    | -    | -      | -     | -        | -       | 0,4%     | 0,4%     | 0,4%          |
| 2008 | 0,5%  | 0,5%   | 0,5% | 0,5%  | 0,4% | 0,3% | 0,5%   | 0,6%  | 0,6%     | 0,6%    | 0,5%     | 0,6%     | 0,5%          |
| 2009 | 0,5%  | 0,4%   | 0,4% | 0,5%  | 0,6% | 0,4% | 0,3%   | 0,3%  | 0,3%     | 0,4%    | 0,5%     | 0,5%     | 0,4%          |
| 2010 | 0,6%  | 0,5%   | 0,6% | 0,5%  | 0,5% | 0,4% | 0,4%   | 0,5%  | 0,4%     | 0,4%    | 0,4%     | 0,3%     | 0,4%          |
| 2011 | 0,5%  | -      | -    | -     | -    | -    | -      | -     | -        | -       | -        | -        | 0,5%          |

#### Audiències del Canal 33 al País Valencià
Tot seguit es detallen les audiències disponibles del Canal 33 segons l'EGM al País Valencià, on emetia en alguns llocs des de finals de la dècada del 1980, encara que no fou fins a l'any 1997 quan les emissions aconseguiren cobrir gairebé tot el país.
| Any  | Gener | Febrer | Març | Abril | Maig | Juny | Juliol | Agost | Setembre | Octubre | Novembre | Desembre | Mitjana anual |
| ---- | ----- | ------ | ---- | ----- | ---- | ---- | ------ | ----- | -------- | ------- | -------- | -------- | ------------- |
| 1997 | -     | -      | -    | -     | -    | -    | -      | -     | -        | -       | -        | -        | 0,4%          |
| 1998 | -     | -      | -    | -     | -    | -    | -      | -     | -        | -       | -        | -        | 0,4%          |
| 1999 | -     | -      | -    | -     | -    | -    | -      | -     | -        | -       | -        | -        | 0,4%          |
| 2007 | -     | -      | -    | -     | -    | -    | -      | -     | -        | -       | 0,1%     | 0,1%     | 0,1%          |
| 2008 | 0,1%  | 0,1%   | 0,1% | 0,1%  | 0,1% | 0,1% | 0,1%   | 0,1%  | 0,2%     | 0,1%    | 0,1%     | 0,1%     | 0,1%          |
| 2009 | 0,1%  | 0,1%   | 0,1% | 0,1%  | 0,1% | 0,1% | 0,1%   | 0,1%  | 0,2%     | 0,1%    | -        | -        | 0,1%          |

## TV3i
El TV3i és el portal interactiu de Televisió de Catalunya i es va estrenar el novembre del 2005, juntament amb l'inici de les emissions del canal 300 a la TDT. El portal conté notícies, programació, informació de programes, enquestes, jocs, etc. Tota aquesta informació es pot consultar a través del televisor, prement el botó vermell del comandament a distància mentre es veu qualsevol dels canals de TVC. Quan l'espectador accedeix al TV3i la imatge es redueix, de manera que pot consultar la informació i participar en els serveis sense deixar de veure la televisió.
Per sortir dels serveis interactius i continuar veient l'emissió del canal a pantalla completa cal prémer de nou el botó vermell (seguint l'estàndard europeu d'interactivitat). També es pot canviar de canal dins el múltiplex de TVC (TV3, 33 o K3, 3/24 o 300) sense abandonar els serveis interactius.
Televisió de Catalunya va ser pionera en l'impuls de la TDT a Catalunya. Des del maig del 2002, tots els canals de Televisió de Catalunya ja s'emeten oficialment a través de la TDT, tot i que aleshores al mercat no hi havia receptors disponibles per poder rebre aquestes emissions.

### MHP
Per accedir als serveis interactius de la televisió digital terrestre, cal disposar d'un receptor amb l'estàndard Multimedia Home Platform (MHP).
Per comprovar que portin aquest estàndard es poden consultar les característiques del receptor que proporciona el fabricant.
En alguns casos, el fabricant identifica aquests aparells, de forma visible, amb el logotip distintiu d'MHP.

### Aplicacions interactives
Existeixen dos tipus d'aplicacions interactives: aquelles permanents, que l'espectador té sempre disponibles, i les que van sincronitzades amb l'emissió de les cadenes, que solen estar actives mentre dura un programa determinat.
Actualment, el portal del TV3i disposa de manera permanent d'un espai amb la programació de tots els canals, recomanacions del dia i les sinopsis dels programes de més audiència. També hi ha informació del temps i el trànsit, així com una secció dedicada a les actualitats de TVC i una altra als personatges del Club Super3. Els titulars del 3/24 és l'últim servei permanent estrenat al TV3i. Es tracta d'una aplicació que es pot obrir des de qualsevol canal de TVC i que permet llegir les darreres notícies a peu de pantalla, i ampliar-les si l'espectador ho vol.
El desembre del 2005 es va posar en funcionament la primera aplicació sincronitzada a l'estat espanyol: les estadístiques de futbol del TV3i. Aquest servei està sincronitzat amb l'emissió del partit dels dissabtes a TV3 i permet consultar dades com la possessió de pilota, les alineacions amb les estadístiques individuals de cada jugador (faltes comeses, faltes rebudes, passades bones, etc.) i informació general de l'evolució del matx, com els córners i xuts a porta.
Des d'aleshores, s'han creat serveis sincronitzats amb els principals programes de la graella: hi ha una aplicació per llegir els SMS enviats al programa "Els matins", una altra per a les retransmissions de Fórmula 1 que ofereix informació de la cursa, un joc mentre s'emet el Club Super3 i informació al minut dels partits del Barça, de l'Espanyol i dels principals esdeveniments polítics. I també hi ha informació complementària en alguns programes com "Cuines", "Silenci?", "El club", "Polònia", etc.

## Televisió de Catalunya al País Valencià i Illes Balears
TV3 va ser creada el 1983, però al principi només arribava a un 70% de la població del Principat. El 1985, un grup de radioaficionats munta de manera particular un petit repetidor a Sueca que recull el senyal de Televisió de Catalunya, creada dos anys abans. El Delegat del Govern, el socialista Eugeni Burriel, va enviar la Guàrdia Civil perquè el precintés.
El 1986 les emissions de TV3 arriben a tot el País Valencià, gràcies als repetidors instal·lats per Acció Cultural del País Valencià, després de superar tota mena de dificultats polítiques. Durant tres anys, fins que el 1989 van començar les emissions Canal 9, TV3 és de fet el tercer canal dels valencians.
El març del 2007, la Generalitat Valenciana, governada pel Partit Popular, prohibeix les emissions de Televisió de Catalunya al País Valencià. ACPV es nega a tancar els repetidors i al novembre del mateix any la Generalitat n'executa el tancament forçós.

### Tancament

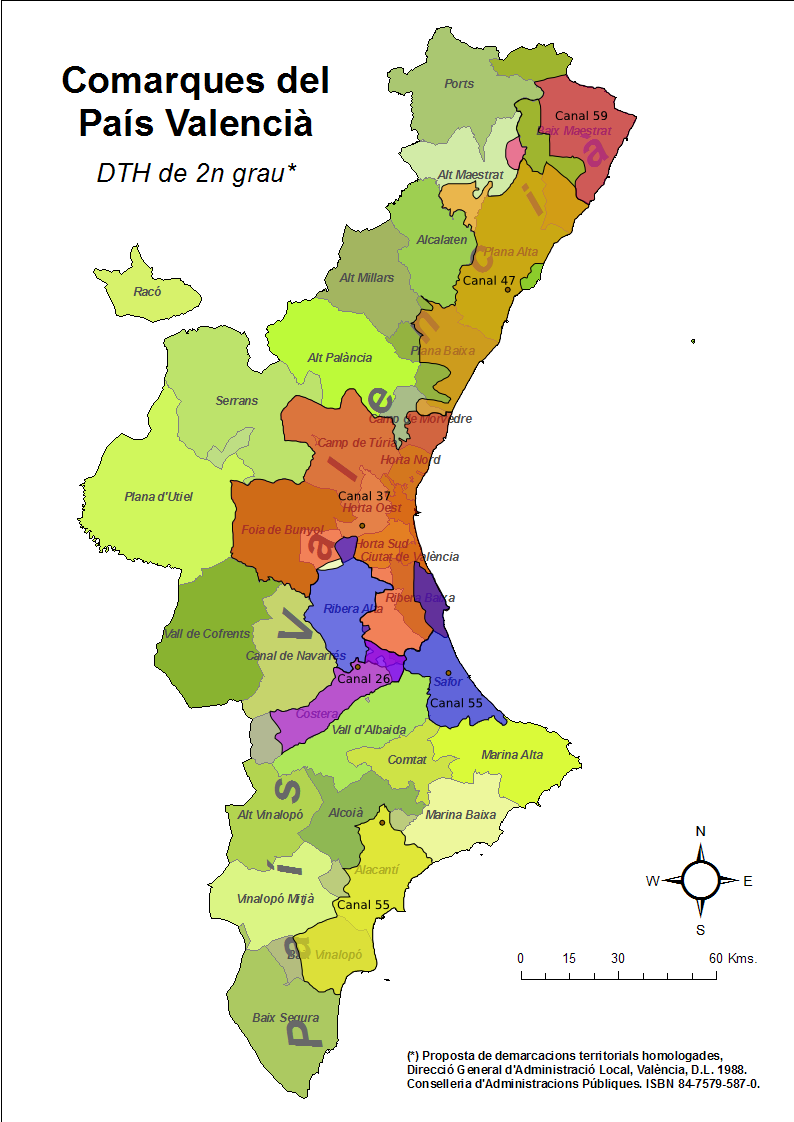
Mapa de cobertura de TVC en TDT al País Valencià

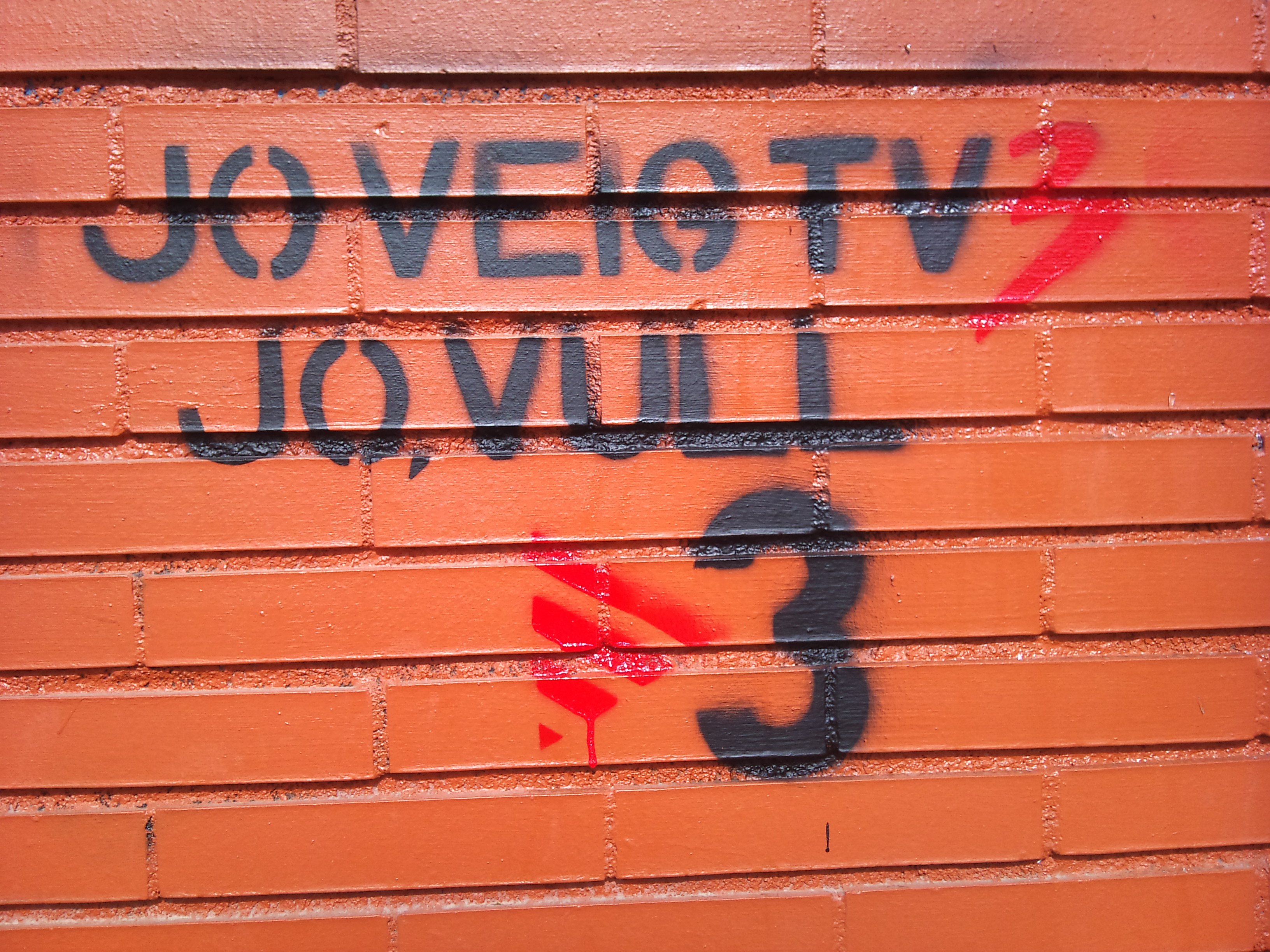
Pintada contra el tancament dels repetidors de Televisió de Catalunya a València

Els diferents canals de la Corporació Catalana de Mitjans Audiovisuals (CCMA), emeten al País Valencià a través de la freqüència digital (canal 47 a Castelló, i canal 55 a València i Alacant) que els va cedir el Ministeri d'Indústria quan José Montilla, en aquell moment ministre en cartera, va concedir a la Sexta, la banda analògica que va ocupar la televisió pública catalana durant 17 anys.
El 14 de març de 2007, en un entorn proper a la commemoració del 300 anys de la batalla d'Almansa i a dos mesos de les eleccions a la Generalitat Valenciana, el govern valencià del Partit Popular amenaçà d'expedientar a Acció Cultural del País Valencià (ACPV), propietària dels repetidors de Televisió de Catalunya al País Valencià, i Abertis Telecom, operadora encarregada del seu manteniment, amb una sanció d'un milió d'euros si seguien emetent sense llicència. Cal recordar que al País Valencià existeixen una trentena de televisions en una situació d'al·legalitat semblant, com ara Punt 2, la qual, en moltes comarques, no disposa de freqüència legalment assignada. Aquesta acta sancionadora feia referència als repetidors instal·lats al mont Bartolo (Plana Alta), a la serra de Perentxissa (Horta Oest), a Mondúber (Safor) i a la serra de Carrasqueta (Alacantí).
El 15 de març de 2007, tres entitats de la Federació Llull emeteren una roda de premsa a la seu nacional d'Òmnium Cultural per informar de la situació i avançar les iniciatives previstes per aturar el tancament dels repetidors i garantir així, el dret a la lliure informació en català. La conferència es desenvolupà al número 276 del carrer Diputació de Barcelona, i hi intervingueren Eliseu Climent -president d'ACPV-, Jordi Porta -president d'Òmnium- i Jaume Mateu -president de l'OCB-.
El 22 de març de 2007, dos funcionaris de la Generalitat Valenciana acudiren a la seu d'ACPV per tal que l'entitat permetera voluntàriament l'accés dels funcionaris autonòmics a les seves instal·lacions per dur a terme el tancament definitiu de les emissions, petició que fou rotundament inacceptada.
El 27 d'abril de 2007, tres-centes persones, entre les quals hi havia representants polítics i culturals, es van concentrar davant del repetidor de la Carrasqueta i van impedir que hi accedís un funcionari, acompanyat d'agents de la Guàrdia civil i de tècnics d'una empresa per forçar l'entrada. Eliseu Climent, i l'advocadessa Mercè Teodoro, van parlar amb el funcionari perquè desistís. El funcionari va fer signar al president d'ACPV i l'advocadessa, un document en què assumien l'obstaculització de l'accés al centre emissor.
L'1 de maig de 2007, el portaveu del govern valencià, Vicente Rambla, va reiterar la voluntat institucional de tancar els repetidors de Televisió de Catalunya de Castelló, València i Alacant, i alhora, imposar una sanció econòmica de 300.000 euros a ACPV. Mentre que el Jutjat d'Alacant va autoritzar el tancament, el Jutjat de València el va denegar després d'estudiar un informe provisional. Segons Rambla, l'executiu ja té enllestit l'informe definitiu que permetria efectuar la clausura de les emissions a València. El mateix dia, el col·lectiu Criteri va anunciar l'inici d'una nova campanya contra el tancament, consistent en l'enviament de formularis al President del Parlament Europeu i als comissaris de Mitjans de Comunicació i de Cultura perquè actuïn sobre l'afer, en defensa de la llibertat d'expressió i d'informació.
El 2 de maig de 2007, el govern de Francisco Camps notificà a ACPV la proposta de resolució d'expedient sancionador que remetria al jutge per fer efectiva la multa i la clausura dels repetidors, un cop hagués passat el termini de quinze dies d'al·legacions. Mentrestant, ACPV va reiterar novament al Ministeri que anunciés el seu posicionament tàcit en la concessió, inspecció i sanció d'emissions en TDT, competència exclusiva del govern espanyol i no pas de la Generalitat Valenciana. El catedràtic i titular de Dret administratiu de la UAB, Manuel Ballbé i Ramon-Jordi Moles, van elaborar un estudi jurídic que avala precisament aquesta tesi. Glòria Marcos, cap de llista de la coalició Compromís pel País Valencià, va anunciar a última hora que la seva formació anul·laria la sentència si després de les eleccions a Corts Valencianes formessin part del govern valencià.
El 8 de maig de 2007, el ministre d'Indústria, Joan Clos es va comprometre públicament a atorgar quatre canals nous de TDT a la Generalitat Valenciana per garantir les emissions de Televisió de Catalunya al País Valencià. Clos va manifestar el seu compromís a la Comissió d'Indústria del Congrés dels Diputats, en resposta a les preguntes dels diputats Jordi Vilajoana i Rovira (CiU), Agustí Cerdà (ERC) i Isaura Navarro (EU). En un hipotètic pacte de reciprocitat, acord proposat pel mateix ministre, el govern valencià únicament cediria dos canals a TVC.
El 9 de maig de 2007, el Tribunal Superior de Justícia del País Valencià va desestimar el recurs presentat per ACPV contra l'expedient sancionador que la Generalitat Valenciana va sotmetre al jutge, el 30 d'abril, per a tancar les emissions de TVC i imposar una multa de 300.000 euros a l'entitat, propietària dels repetidors. Per desestimar el recurs, el tribunal va invocar la situació d'al·legalitat en la qual es trobaven els receptors i els seus perjudicis sobre les cadenes que emetien dins del marc legal. ACPV va anunciar que convocaria l'endemà una roda de premsa per explicar els passos que seguiria en endavant, vist que un dels tres jutges que havien estudiat el cas havia donat la raó a l'entitat, a la vegada que, el ministre d'Indústria, s'havia compromés a resoldre el conflicte.
El 10 de setembre de 2007, la Generalitat va informar ACPV que havia desestimat el recurs presentat contra l'expedient sancionador del Consell i havia ratificat la multa de 300.000 euros a l'entitat. Aleshores Acció Cultural va anunciar que interposaria un nou recurs davant el Tribunal Suprem.
El 25 de setembre de 2007, Acció Cultural va rebre de nou un comunicat de la Generalitat Valenciana que establia un ultimàtum per tancar els repetidors abans del 10 d'octubre, i que en cas contrari es procediria a l'execució forçosa de la resolució. ACPV anuncià noves mobilitzacions per frenar el tancament il·legal dels centres de retransmissió radial.
El 17 d'octubre de 2007, amb el termini ja expirat i amb el risc de tancament en qualsevol moment, es presentà a Barcelona i a València la nova campanya contra el tancament dels repetidors. La roda de premsa presentada al Col·legi de Periodistes de Catalunya, van assistir-hi per donar suport: Joel Joan, Miquel Calçada, Toni Soler, Antoni Bassas, Xavier Grasset, Carles Capdevila i Xavier Torres. En la presentació es mostrà una carta sotscrita pels expresidents de la Generalitat de Catalunya, Jordi Pujol i Pasqual Maragall, juntament amb els abats de Montserrat i Poblet, Josep Maria Soler i Josep Alegre, donant suport per escrit a les emissions de TVC al País Valencià i reclamant la involucració d'ajuntaments, partits, sindicats, associacions i entitats. A la vegada, Antoni Tàpies anuncià la col·laboració a la campanya mitjançant la cessió d'una obra original. D'aquesta obra, se'n feren reproduccions per vendre a deu euros i sufragar la multa imposada a ACPV per part de la Generalitat Valenciana.
El 22 d'octubre de 2007, ACPV va presentar a Palma la campanya a favor del manteniment de les emissions al País Valencià. Concretament, es presentà un manifest al rectorat de la Universitat de les Illes Balears signat per personalitats rellevants de la societat insular com Montserrat Casas, rectora de la UIB; Alexandre Forcades, president del Cercle d'Economia de Mallorca; i Jaume Reynés, prior del Santuari de Lluc. En la presentació hi participà Eliseu Climent juntament amb Tomeu Martí, vicepresident de l'OCB. A més a més, el portaveu del Bloc per Mallorca, Biel Barceló, donà suport a la campanya adduint que els territoris de parla catalana han de cooperar per tal que l'oferta audiovisual en català arribi a tots els ciutadans. Va assegurar que "impedir la continuïtat de les emissions de TV3 al País Valencià és un greu atemptat contra la pluralitat informativa i contra la cohesió de la comunitat catalanoparlant".
El 16 de novembre de 2007, el Jutjat del Contenciós núm. 1 d'Alacant va ordenar (notificació A i B) a la Generalitat valenciana que procedís a l'execució forçosa de l'ordre de cessament de les emissions de televisió, mitjançant l'apagada i precintament dels equips corresponents del repetidor de la serra de Carrasqueta (Xixona) en un període no superior a quinze dies.
El 20 de novembre de 2007, la Generalitat anuncià a ACPV mitjançant carta que la setmana vinent (dilluns 26, dimarts 27 o dimecres 28) provaria de tancar el repetidor de la Carrasqueta. No serà fins unes poques hores abans que la Generalitat comunicarà a ACPV el dia i l'hora exacta en la qual es vol dur a terme el tancament. Representants del PSPV, el BLOC, EUPV i ERPV van criticar durament la decisió de l'Executiu de limitar la llibertat d'expressió.
L'endemà, el conseller de la Presidència, Vicente Rambla, va refusar assistir a la compareixença de la comissió de coordinació de les Corts valencianes on havia de donar explicacions sobre l'intent de tancar els repetidors de TVC a instàncies del grup parlamentari Compromís pel País Valencià. El president de la comissió va justificar l'absència de Rambla per problemes d'agenda, segons va explicar la coordinadora d'EUPV, Glòria Marcos, qui va expressar la seva indignació i va recordar que la clausura de Televisió de Catalunya suposava un atac a la llibertat d'expressió.
El 25 de novembre de 2007, una cinquantena d'excursionistes se sumaren a la crida feta per la Colla Muntanyenca del Campello i altres centres excursionistes i casals del sud del país, com el d'Ontinyent, Cocentaina, Alcoi o la Torre de les Maçanes, per dur a terme una passejada per la serra dels Plans. Concretament s'inicià a les 10h del matí al port de la Carrasqueta i finalitzà al cim dels Plans dues hores més tard. Les entitats que hi van participar, van voler mostrar així, el seu rebuig al tancament del repetidor de la Carrasqueta, centre d'emissions de TVC a les comarques meridionals dels Països Catalans. Durant el recorregut, s'explicaren les actuacions urbanístiques i d'infraestructures que amenaçaven el territori, com el radar d'AENA al cim de la serra, o els PAIs en els municipis de Xixona i Alcoi.
El 17 de desembre de 2007, ACPV presentà les al·legacions judicials contra el tancament del repetidor de Mondúber (Safor).
El 18 de desembre de 2007, ACPV presentà les al·legacions contra el tancament del repetidor del mont de Bartolo (Plana Alta), deixant el contenciós pendent de resolució judicial. El coordinador de l'entitat, Toni Gisbert, reafirmà en declaracions que la Generalitat no tenia competència legal per tancar les emissions. A més a més, instà a la participació de les concentracions de dissabte 22 de desembre a les 19 h per a protestar contra el tancament de Televisió de Catalunya al País Valencià, previstes al carrer Major de Castelló de la Plana, davant la Casa dels Caragols, i a la plaça de l'Ajuntament de Gandia.
El 19 de desembre de 2007, la Generalitat valenciana demanà permís per tancar els repetidors del Mondúber i del Bartolo, pendents de resolució judicial, sense haver d'avisar prèviament el dia i l'hora a ACPV, segons consta en aquest escrit de la direcció general de Promoció Institucional. Aquesta estratègia s'emmarca en evitar que es produïssin concentracions populars per evitar la seva clausura, tal com va succeir l'abril passat a la Carrasqueta.
El 22 de desembre de 2007, es duren a terme dues concentracions per reclamar la recepció de tots els canals de la Corporació Catalana de Mitjans Audiovisuals al País Valencià. Una de les mobilitzacions reuní tres mil persones durant el vespre davant del carrer Major de Castelló de la Plana, mentre que l'altre es dugué a terme davant de l'Ajuntament de Gandia aplegant-hi sota la pluja mig miler de persones. Les mobilitzacions convocades per ACPV van rebre el suport de tots els partits polítics (el PSPV, EUPV, el Bloc, IdV i ERPV), tret del PP, i dels sindicats Unió General de Treballadors, Comissions Obreres i la Intersindical Valenciana, juntament amb altres entitats locals. D'altra banda, l'Ajuntament de Morella va aprovar una moció a favor de les emissions de TVC al País Valencià. Paral·lelament, Mercè Teodoro, advocada d'ACPV, va presentar un recurs davant dels Jutjats demanant la nul·litat del tancament de la Carrasqueta. Segons Teodoro, la Generalitat valenciana va sobrepassar el permís judicial, ja que només autoritzava a tancar i precintar els equips d'emissió, mentre que a la pràctica les infraestructures foren desmuntades.
El 2009 comença una iniciativa legislativa popular (ILP) anomenada Televisió sense Fronteres que, encapçalada per Acció Cultural del País Valencià i la web Televisió sense fronteres per la TV3 al País Valencià amb l'aval d'una àmplia representació de la societat civil, pretén portar una llei al Congrés dels Diputats perquè s'apliqui la Carta europea de les llengües regionals i minoritàries, tot recollint 500.000 signatures, i que té com a objectiu garantir els drets dels ciutadans de les àrees lingüístiques del gallec, el basc i el català, en el marc de la defensa i la promoció del caràcter plurilingüe de l'Estat espanyol. Un dels objectius a assolir és garantir que els ciutadans i ciutadanes puguin tenir lliure accés als canals de televisió emesos en les diferents llengües de l'Estat, eliminant les interferències de caràcter partidista.
Finalment, el 17 de febrer de 2011, davant la impossibilitat de poder seguir pagant multes, ACPV clausurà els seus repetidors. Un any després, Acció Cultural continua pagant les multes generades, mentre que el Congrés no ha debatut la ILP referent a Televisió sense fronteres. A causa de la situació econòmica, el Govern va paralitzar el projecte el mes de gener de 2012.

### TV3 a les Illes Balears
El canal TV3 va ser emès en les Illes Balears fins al 2009 quan el senyal va ser substituït pel canal TV3Cat per respecte a les regles de reciprocitat d'emissió. Els canals següents de Televisió de Catalunya són disponibles en TDT a les Illes Balears:
26 UHF: TV3Cat
26 UHF: 3/24
26 UHF: Súper 3

## Directors de Televisió de Catalunya
| #  | Nom | Nom                            | Període                                   | refs.         |
| -- | --- | ------------------------------ | ----------------------------------------- | ------------- |
| 1  |     | Alfons Quintà i Sadurní        | 1983 - 1984                               | [ 58 ]        |
| 2  |     | Enric Canals i Cussó           | 1984 - 23 de juny de 1989                 | [ 59 ]        |
| 3  |     | Jaume Ferrús i Estopà          | 29 de juny de 1989 - 1995                 | [ 60 ]        |
| 4  |     | Lluís Oliva i Vázquez de Novoa | 1995 - 2001                               | [ 61 ]        |
| 5  |     | Miquel Puig i Raposo           | 2001 - 2002                               | [ 61 ]        |
| 6  |     | Joan Oliver i Fontanet         | 9 de març de 2002 - 2004                  | [ 62 ] [ 61 ] |
| 7  |     | Francesc Escribano i Royo      | 26 de gener de 2004 - 8 de maig de 2008   | [ 63 ]        |
| 8  |     | Mònica Terribas i Sala         | 8 de maig de 2008 - 25 d'abril de 2012    | [ 64 ]        |
| 8  |     | Eugeni Sallent i Garriga       | 25 d'abril de 2012 - 24 de febrer de 2016 | [ 65 ]        |
| 9  |     | Jaume Peral i Juanola          | 24 de febrer de 2016 - 13 de març de 2017 | [ 66 ]        |
| 10 |     | Vicent Sanchis i Llàcer        | 13 de març de 2017 - 25 de juliol de 2022 | [ 67 ]        |
| 11 |     | Sigfrid Gras i Salicrú         | 25 de juliol de 2022 - En el càrrec       | [ 68 ]        |